# Ранкин Дейвис
Ранкин Дейвис (на английски: Rankin Davis) е псевдоним на английските адвокати и писатели Кийт Ранкин и Антъни Дейвис, автори на произведения в жанра съдебен трилър.

## Биографии и творчество

### Кийт Ранкин
Кийт Ранкин е роден през 1960 г. в Седжфийлд, графство Дърам, Англия, в семейството на дългогодишни работници в местната корабостроителница на река Тийс. Израства в Билингам край завода на компанията „Империъл Кемикъл Индъстрийс“. В гимназията играе футбол и хокей на лед. Следва право в Университета на Лийдс. След дипломирането си работи като адвокат в престижни кантори в Нюкасъл ъпон Тайн и специализира наказателно право. Той е женен и има три деца. Свири на тенор саксофон.

### Антъни Дейвис
Антъни Дейвис е роден през 1961 г. в Нюкасъл, Англия, в семейството на керамик и историк на изкуството, и на актриса. Завършва средното си образование в Бишоп Оклънд, графство Дърам. Следва право в Нюкасълския университет, където участва редовно в театрални постановки. След дипломирането си през 1984 г. работи като адвокат по наказателно право. Той е женен и има три деца.

### Творчество
Като колеги в професионалната си кариера решават да пишат съвместно криминални романи, ползвайки своя опит в наказателните дела и в съдебните процеси на колегията в Нюкасъл. Първият им роман „Право на мълчание“ е издаден през 1996 г., следван от трилърите им „Злоупотреба с правосъдието“, „Отложена присъда“ и „Клетвата“.

## Произведения
Самостоятелни романи
- The Right to Silence (1996)[1][2]
Право на мълчание, изд.: ИК „Хермес“, Пловдив (1997), прев. Елена Кодинова
- Abuse of Process (1996)
Злоупотреба с правосъдието, изд.: ИК „Хермес“, Пловдив (1998), прев. Милена Кацарска
- Hung Jury (1997)
Отложена присъда, изд.: ИК „Хермес“, Пловдив (1999), прев. Пенка Стефанова
- The Oath (1999)
Клетвата, изд.: ИК „Хермес“, Пловдив (2000), прев. Огнян Алтънчев